# دهستان کهریزک

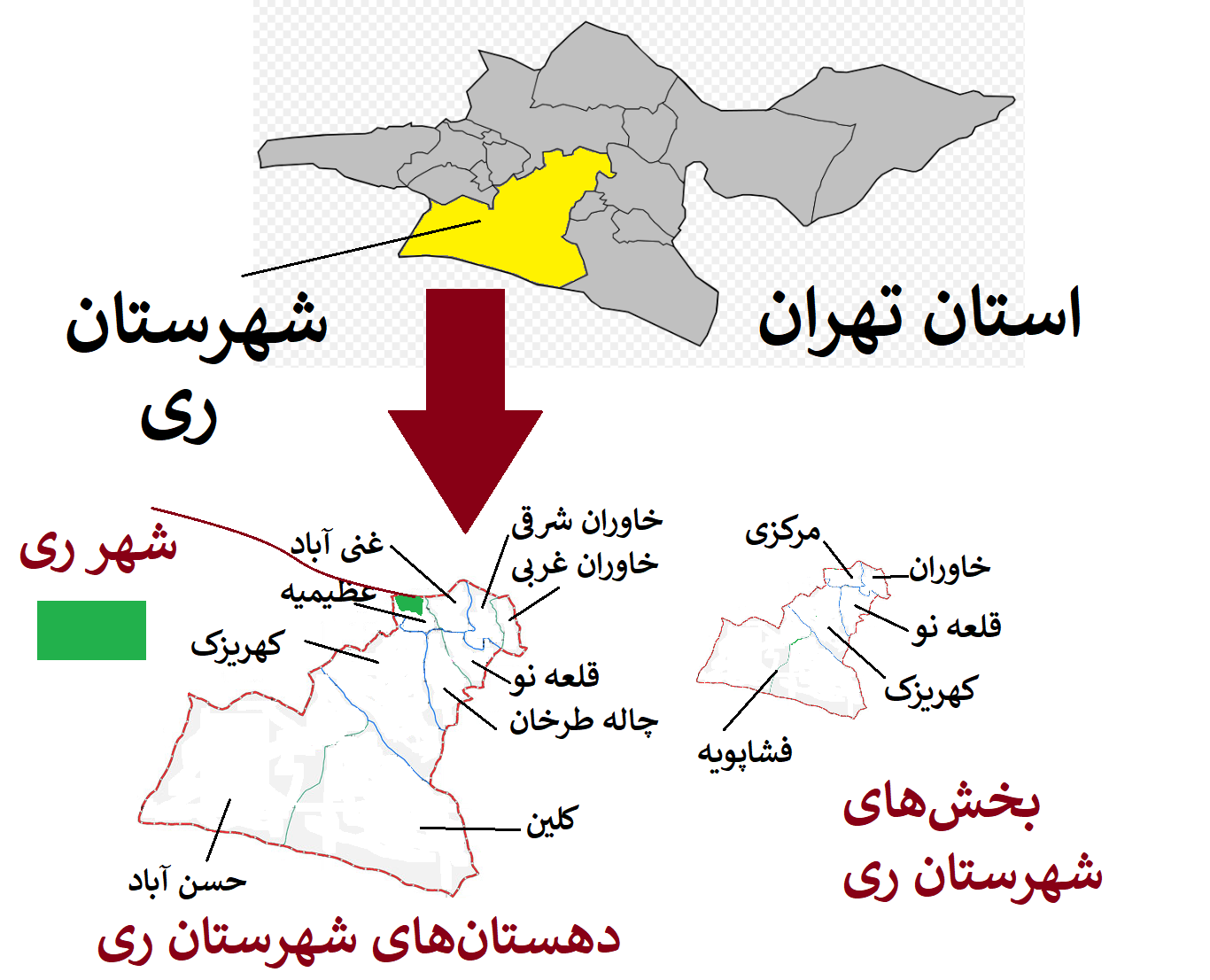
بخش‌ها و دهستان‌های شهرستان ری

دهستان کهریزک دهستانی در بخش کهریزک شهرستان ری واقع در استان تهران است. براساس سرشماری مرکز آمار ایران در سال ۱۳۸۵، جمعیت آن ۳۵۲۱۳ نفر (۸۵۰۰ خانوار) بوده‌است.